# Ignazio Persico
Ignazio Camillo Guglielmo Maria Pietro Persico (Napoli, 30 gennaio 1823 – Roma, 7 dicembre 1895) è stato un cardinale e arcivescovo cattolico italiano.

## Biografia
Pietro Persico nacque da una famiglia di notabili napoletani: il padre Francesco Saverio era intendente dell'esercito; la madre Giuseppina Pennacchio apparteneva a un ramo italiano della nobile famiglia degli Acton.
Studiò presso i Gesuiti a Napoli, a Sorrento e poi a Roma. Decise di entrare nell'Ordine dei Frati Minori Cappuccini il 25 aprile 1839, prendendo il nome di religione di Ignazio da Napoli. Era un poliglotta in grado di parlare italiano, francese, inglese, portoghese e hindi.
Il 24 gennaio 1846 fu ordinato presbitero dal vescovo di Nola Gennaro Pasca. Chiese di diventare missionario e fu inviato a Roma per compiere gli studi necessari. Fu mandato quindi in India, nel vicariato apostolico di Patna (oggi diocesi di Allahabad). Fu direttore di scuole e segretario del vicario apostolico Anastasius Hartmann e lo seguì nel suo trasferimento a Bombay, dove contribuì alla fondazione del giornale The Catholic Examiner e fu docente e rettore del seminario diocesano. Nel 1853 mons. Hartmann lo inviò a Roma e in Inghilterra per sostenere la causa dei cattolici indiani nell'epoca travagliata del conflitto tra i vicariati eretti dalla Santa Sede e le circoscrizioni ecclesiastiche soggette al Padroado portoghese e della dominazione coloniale britannica.
L'8 marzo 1854 fu eletto vescovo titolare di Grazianopoli e coadiutore del vicario apostolico di Bombay. Fu consacrato il 4 giugno dello stesso anno a Bombay. Nel 1855 fu nominato visitatore apostolico del vicariato apostolico di Agra e nel 1856 vicario apostolico di Agra. Il territorio della sua giurisdizione era immenso: comprendeva il Punjab e il Kashmir e si estendeva fino ai confini dell'Afghanistan e del Nepal. Durante i moti del 1857 dovette rifugiarsi nella fortezza di Agra dal luglio al dicembre.
Nel febbraio del 1858 tornò in Europa per raccogliere i fondi necessari alla ricostruzione dopo la rivolta, si trattenne a Roma da maggio fino alla fine dell'anno, quando fece ritorno in India. Il 24 giugno 1860 si dimise dal governo pastorale del vicariato di Agra per motivi di salute. Risiedette in Roma per sei anni.
Nel 1867 sbarcò negli Stati Uniti, impegnandosi nel lavoro pastorale della diocesi di Charleston. Partecipò al sinodo provinciale di Baltimora nel 1869 e quindi al Concilio Vaticano I. Il 20 marzo 1870 fu nominato vescovo di Savannah, ma il 28 luglio 1872 decise di rassegnare le dimissioni, ancora per motivi di salute: il 25 agosto dello stesso anno le dimissioni furono accettate. Rimase nella diocesi fino alla nomina di un nuovo titolare, l'anno successivo.
Si recò in Canada per ristabilirsi dalla malattia; arrivò a Québec il 28 giugno 1873. Inizialmente risiedette nell'arcivescovado, ma nel mese di dicembre fu nominato vicario generale e parroco di Saint-Columbano de Sillery. Nell'ottobre del 1876 lasciò il Canada. Intanto il 20 giugno 1874 era stato trasferito alla sede titolare di Bolina.
Nel 1877 tornò in India da febbraio a marzo come inviato della Santa Sede nel Malabar per dirimere la controversia della Chiesa cattolica siro-malabarese e stabilire una gerarchia ecclesiastica per i cristiani di rito caldeo.
Successivamente tornò in Italia e il 15 luglio 1878 ebbe l'incarico di vescovo coadiutore di Aquino, Sora e Pontecorvo. Il 26 marzo 1879 succedette al vescovo Paolo de Niquesa, che era deceduto. Il 14 marzo 1887 si dimise da quest'incarico e fu trasferito alla sede titolare di Damiata con il titolo di arcivescovo.
Nello stesso anno da giugno a dicembre fu visitatore apostolico in Irlanda. Al ritorno ebbe incarichi in curia come segretario della Congregazione per gli Affari Orientali della Congregazione di Propaganda Fide e poi segretario della Congregazione di Propaganda Fide.
Papa Leone XIII lo elevò al rango di cardinale nel concistoro del 16 gennaio 1893. Il 19 gennaio dello stesso anno ricevette il titolo di San Pietro in Vincoli. Il 30 maggio 1893 fu nominato prefetto della Congregazione delle Indulgenze e delle Reliquie. Fu in seguito colpito dalla paralisi.
Morì il 7 dicembre 1895 all'età di 72 anni. La salma fu esposta nella basilica di Sant'Andrea della Valle e tumulata nel sacello di Propaganda Fide nel cimitero del Verano.

## Genealogia episcopale
La genealogia episcopale è:
- Cardinale Scipione Rebiba
- Cardinale Giulio Antonio Santori
- Cardinale Girolamo Bernerio, O.P.
- Arcivescovo Galeazzo Sanvitale
- Cardinale Ludovico Ludovisi
- Cardinale Luigi Caetani
- Cardinale Ulderico Carpegna
- Cardinale Paluzzo Paluzzi Altieri degli Albertoni
- Papa Benedetto XIII
- Papa Benedetto XIV
- Papa Clemente XIII
- Cardinale Giovanni Carlo Boschi
- Cardinale Bartolomeo Pacca
- Cardinale Carlo Maria Pedicini
- Arcivescovo Julianus Maria Hillereau
- Vescovo Giuseppe Antonio Giacomo Borghi, O.F.M.Cap.
- Vescovo Anastasius Hartmann, O.F.M.Cap.
- Cardinale Ignazio Camillo Guglielmo Maria Pietro Persico, O.F.M.Cap.

## Opere
- Ignazio da Napoli, Memorie sullo scisma indo-portoghese che si presenta al pubblico da un missionario delle Indie orientali, Italia 1853.